# Pseudogramma
Pseudogramma is een geslacht van straalvinnige vissen uit de familie van zaag- of zeebaarzen (Serranidae).

## Soorten
- Pseudogramma astigma Randall & Baldwin, 1997
- Pseudogramma australis Randall & Baldwin, 1997
- Pseudogramma axelrodi Allen & Robertson, 1995
- Pseudogramma erythrea Randall & Baldwin, 1997
- Pseudogramma gregoryi (Breder, 1927)
- Pseudogramma guineensis (Norman, 1935)
- Pseudogramma megamyctera Randall & Baldwin, 1997
- Pseudogramma pectoralis Randall & Baldwin, 1997
- Pseudogramma polyacantha (Bleeker, 1856)
- Pseudogramma thaumasia (Gilbert, 1900)
- Pseudogramma xantha Randall, Baldwin & Williams, 2002